# Brycon insignis
Brycon insignis és una espècie de peix de la família dels caràcids i de l'ordre dels caraciformes. Viu en zones de clima tropical. Es troba a Sud-amèrica: conca del riu Paraíba do Sul (Brasil).
Els adults poden assolir fins a 36,9 cm de llargària total.